# Соловьёва, Евгения Фёдоровна
Евгения Фёдоровна Соловьёва (1918—2007) — трактористка, Герой Социалистического Труда (1966).

## Биография
Евгения Соловьёва родилась 25 декабря 1918 года в деревне Заплосское (ныне — Рославльский район Смоленской области). После окончания пяти классов неполной средней школы работала в колхозе. В 1930-е годы, во время активной пропаганды деятельности трактористки Прасковьи Ангелиной, Соловьёва окончила курсы трактористов, после чего работала в Екимовичской машинно-тракторной станции. В начале Великой Отечественной войны оказалась в оккупации. После освобождения работала трактористкой в совхозе «Екимовичский».
В 1964—1974 годах Соловьёва работала трактористкой в совхозе «Ивановский» Рославльского района, ежедневно перевыполняла план в полтора-два раза, при этом сохраняя качество производимых работ и обеспечивая сохранность техники.
Указом Президиума Верховного Совета СССР от 30 апреля 1966 года за «выдающиеся успехи в развитии сельского хозяйства» Евгения Соловьёва была удостоена высокого звания Героя Социалистического Труда с вручением ордена Ленина и медали «Серп и Молот».
Выйдя на пенсию, Соловьёва продолжала в течение нескольких лет работать трактористкой. Занималась общественной деятельностью, несколько раз избиралась депутатом сельского и районного Советов народных депутатов. 
Умерла 17 декабря 2007 года, похоронена на кладбище в родной деревне.
Была также награждена медалями «За доблестный труд в Великой Отечественной войне 1941—1945 гг.», «За доблестный труд», «За преобразование Нечерноземья РСФСР», медалями ВДНХ СССР.